# Puimoisson
Puimoisson é uma comuna francesa na região administrativa da Provença-Alpes-Costa Azul, no departamento dos Alpes da Alta Provença. Estende-se por uma área de 35,44 km². Em 2010 a comuna tinha 715 habitantes (densidade: 20,2 hab./km²).